# Ogród Zoologiczny w Kijowie
Ogród Zoologiczny w Kijowie (ukr. Київський зоологічний парк) – ogród zoologiczny założony w 1908 w Kijowie, uznany za obiekt przyrodniczy o znaczeniu krajowym przez rząd Ukrainy w 1983. Powierzchnia ogrodu wynosi 40 ha.  

## Historia
Ogród powstał z inicjatywy Kijowskiego Towarzystwa Miłośników Przyrody. Jednym z założycieli był Wenanty Burdziński, pierwszy dyrektor ogrodu w Kijowie (w późniejszym czasie, także dyrektor Ogrodu Zoologicznego w Warszawie). Za początek działalności ogrodu przyjmuje się 21 marca 1907, kiedy to uzyskano pozwolenie na dzierżawę części terenu przy uniwersyteckim ogrodzie botanicznym oraz gromadzenie funduszy na utrzymanie zwierząt. Od początku funkcjonowania, menażeria była finansowana ze środków od osób prywatnych oraz patronów. W 1909 dzięki zebranym datkom, kolekcja dzikich zwierząt rozrosła się do 115 gatunków (łącznie 398 zwierząt). 
W 1912 rozwijający się ogród, otrzymał od miasta względnie dużą powierzchnię na obrzeżach Kijowa. W nowym miejscu ogród oficjalnie otwarto w 1914, ale jego dalszy rozwój zahamowała I wojna światowa, a następnie wojna domowa. W 1919 zoo przeszło na własność państwa. Podczas okupacji hitlerowskiej zwierzęta zostały wywiezione do Niemiec, a ogród uległ zniszczeniu. Po wyzwoleniu Kijowa, ogród został ponownie otwarty dla publiczności w kwietniu 1944 i był zaliczany do największych pod względem powierzchni w byłym ZSRR.
W 1966 zainicjowano odbudowe ogrodu, wybudowano m.in. główną bramę wejściową z kasami, kotłownię, pawilon dla ptaków, akwarium i pawilon dla naczelnych.
W latach 1996–2007 zoo było członkiem Europejskiego Towarzystwa Ogrodów Zoologicznych i Akwariów (EAZA), utraciło status członka, za brak europejskich standardów dotyczących opieki nad zwierzętami.

## Galeria

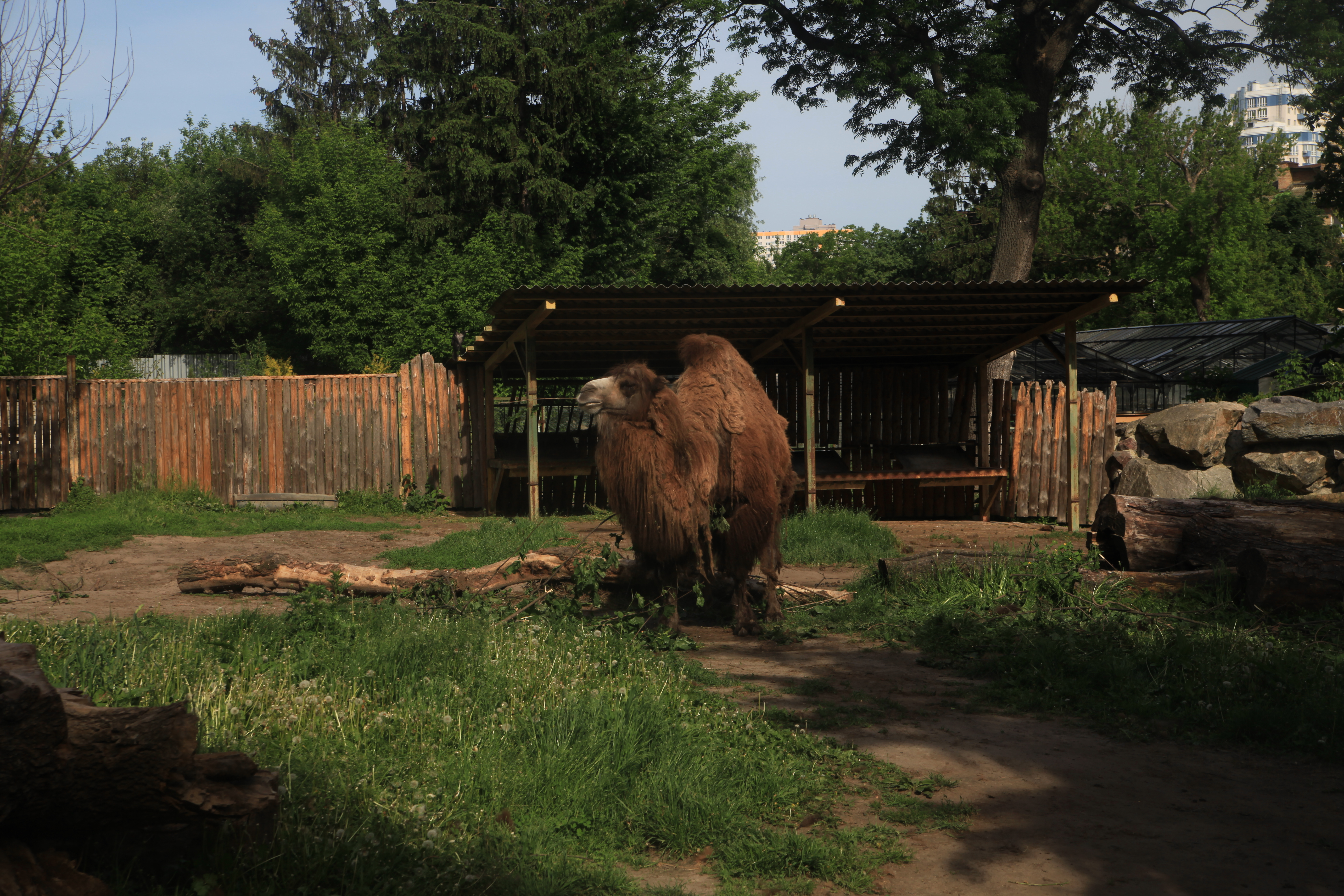
Wielbłąd dwugarbny (Camelus ferus)
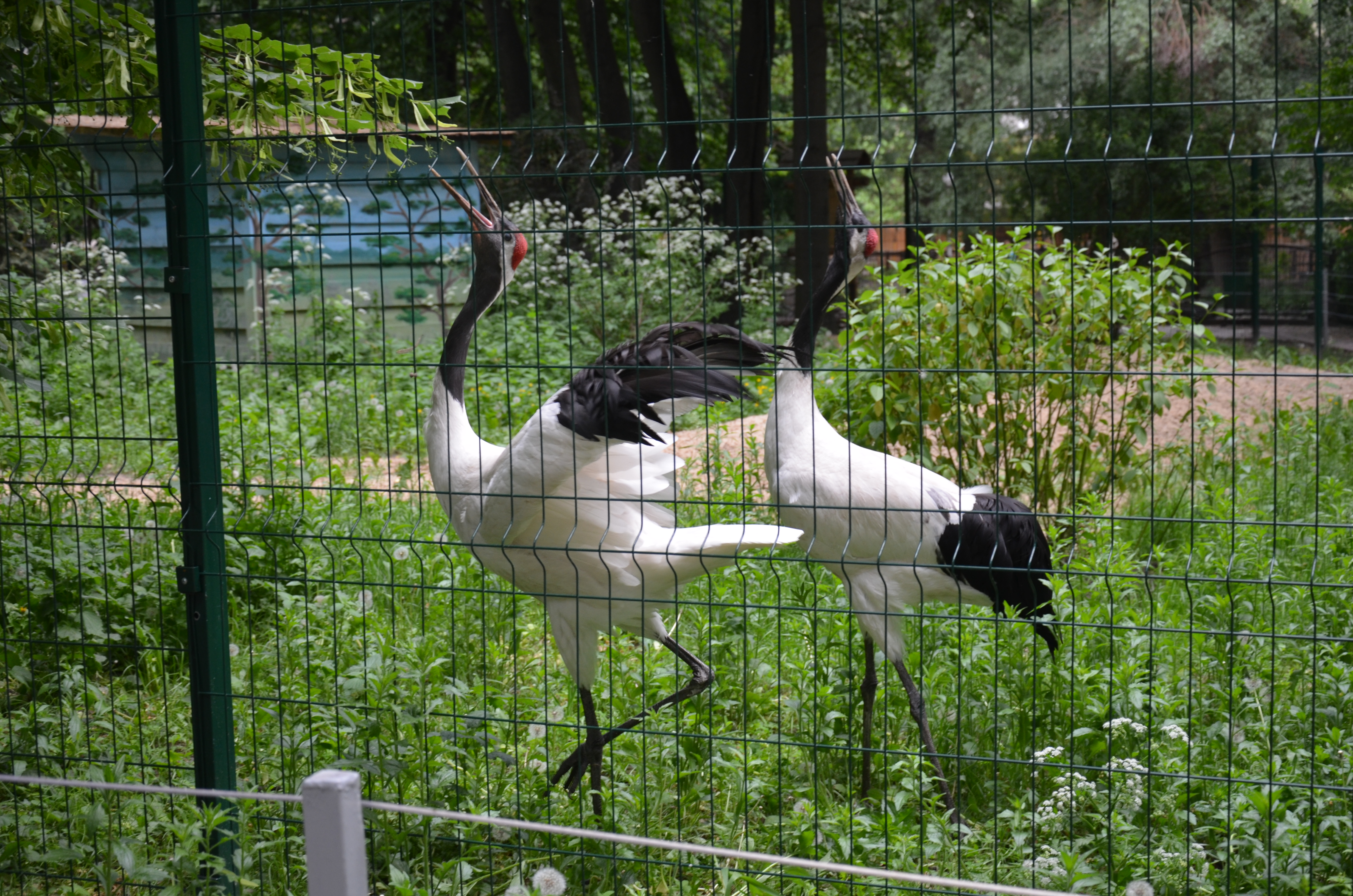
Żuraw mandżurski (Grus japonensis)
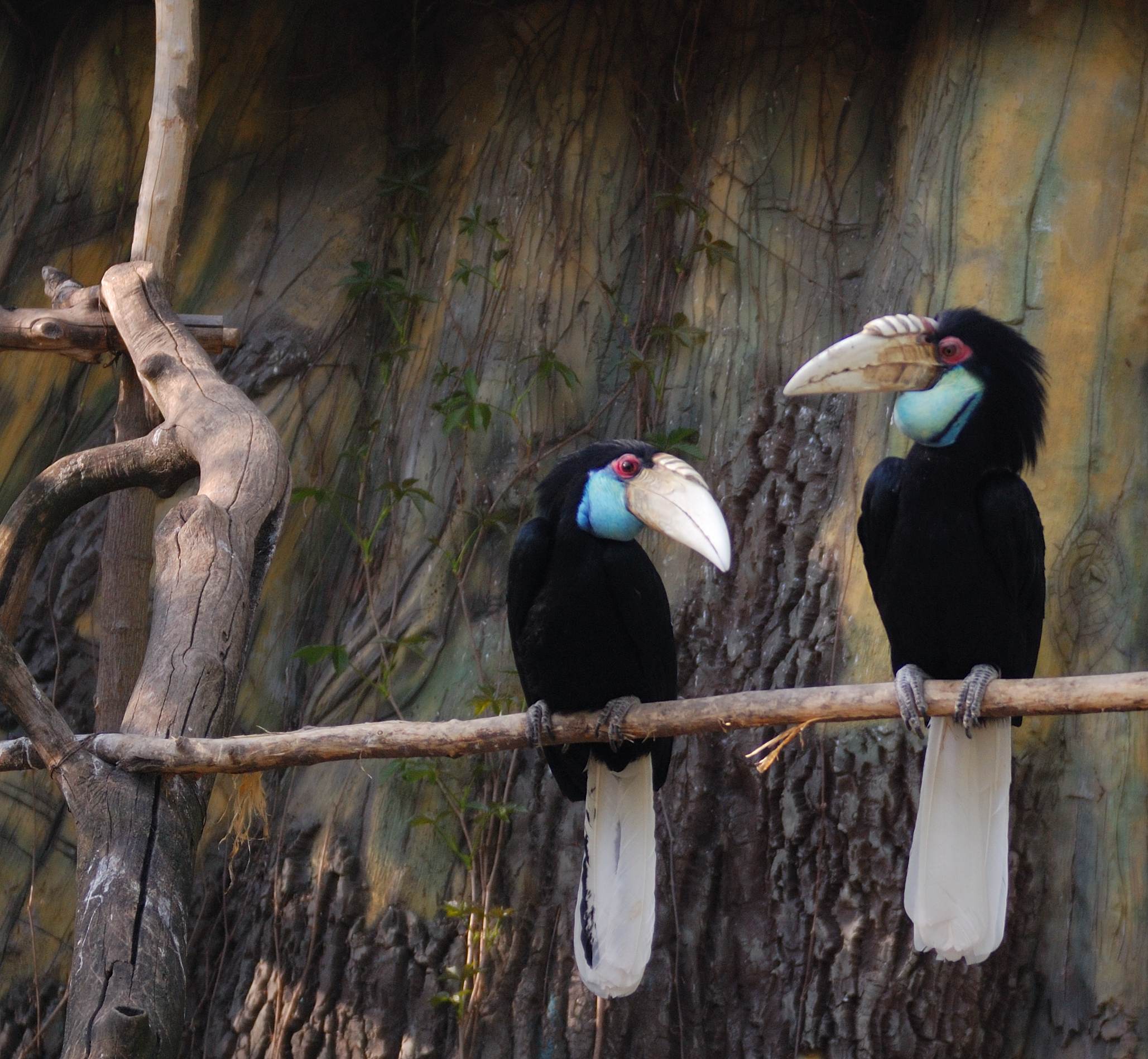
Dzioborożec fałdodzioby (Rhyticeros undulatus)
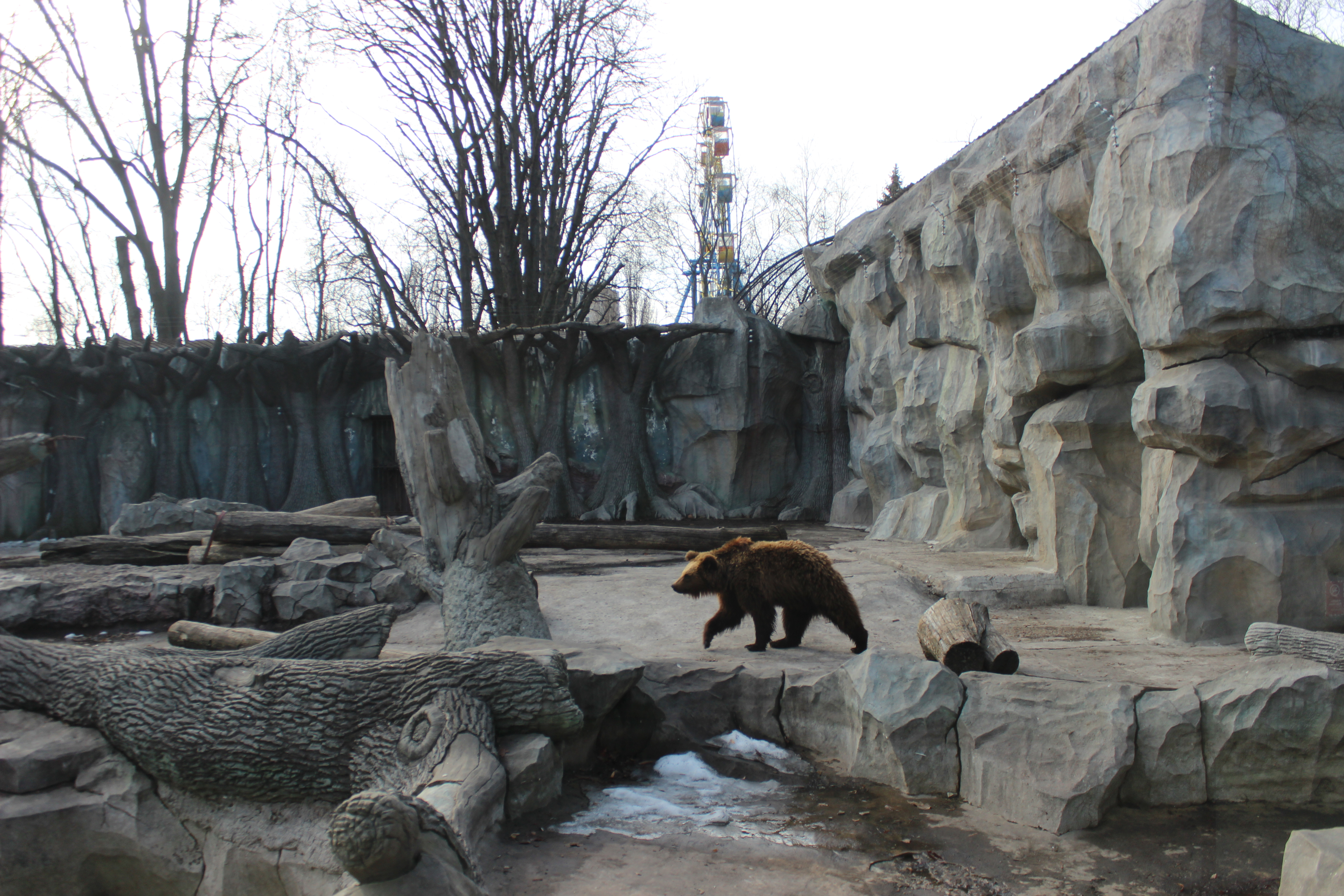
Niedźwiedź brunatny (Ursus arctos)
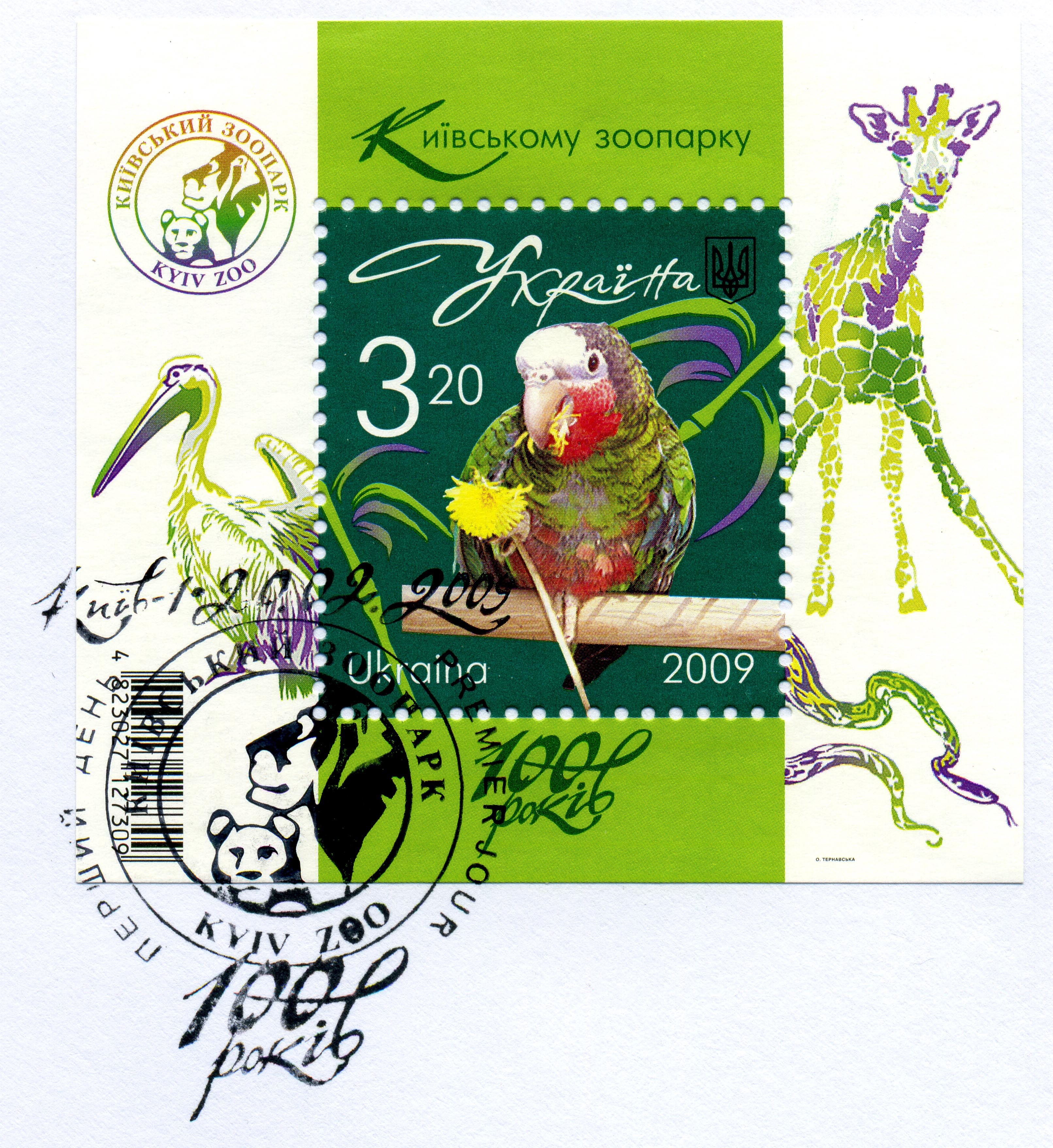
Znaczek pocztowy wydany z okazji stulecia zoo
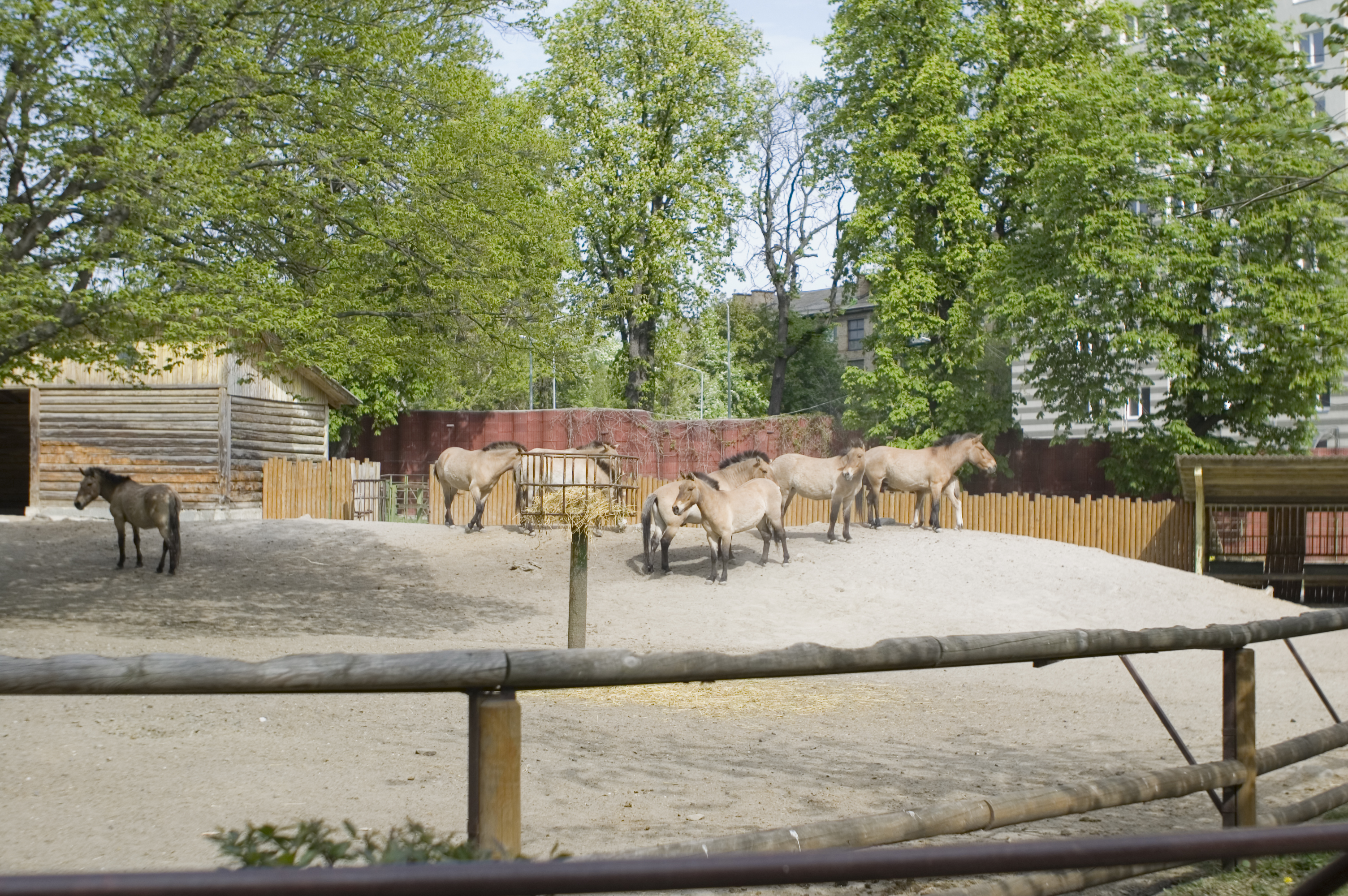
Koń Przewalskiego (Equus przewalskii)
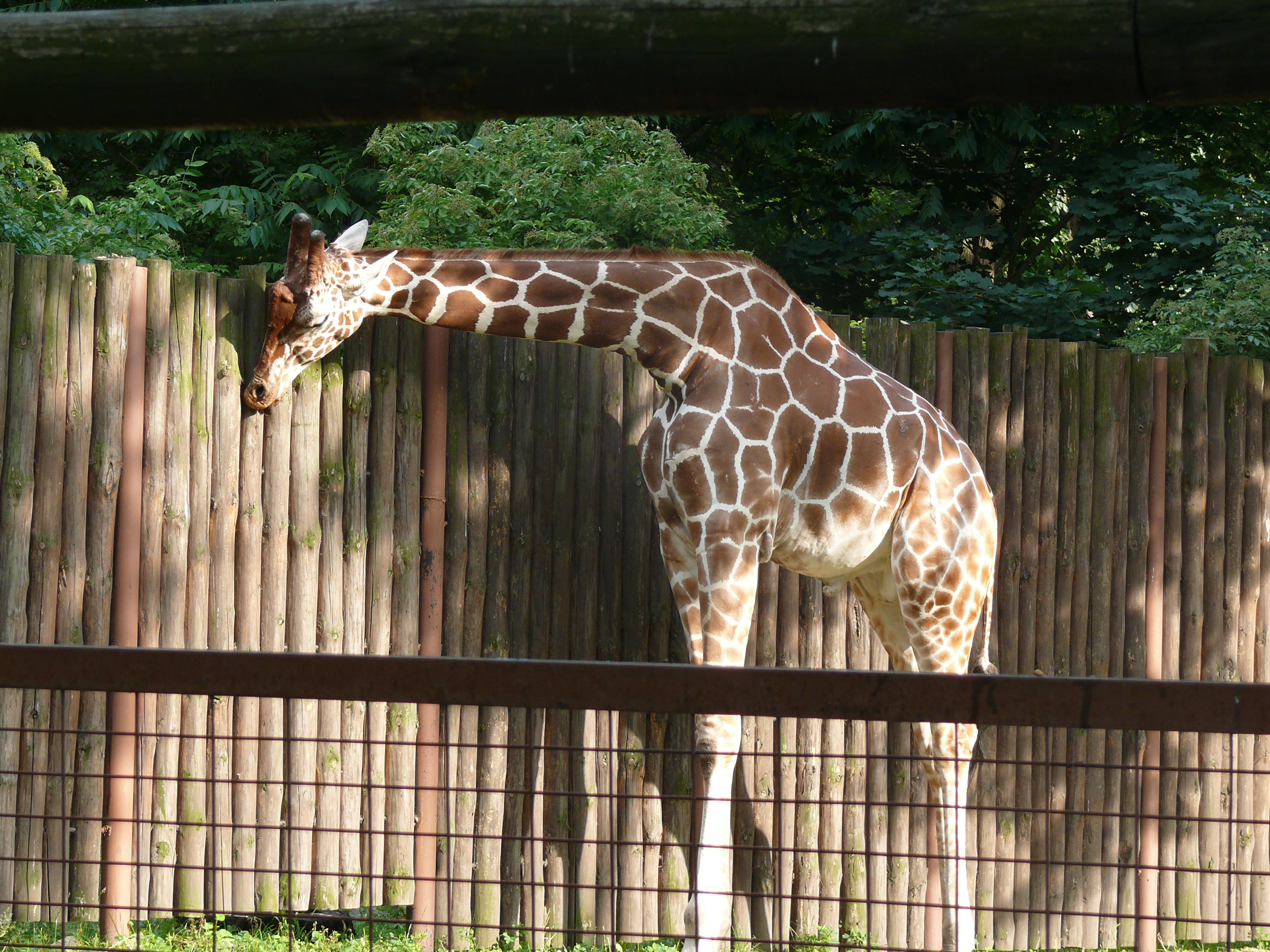
Żyrafa sawannowa (Giraffa camelopardalis)
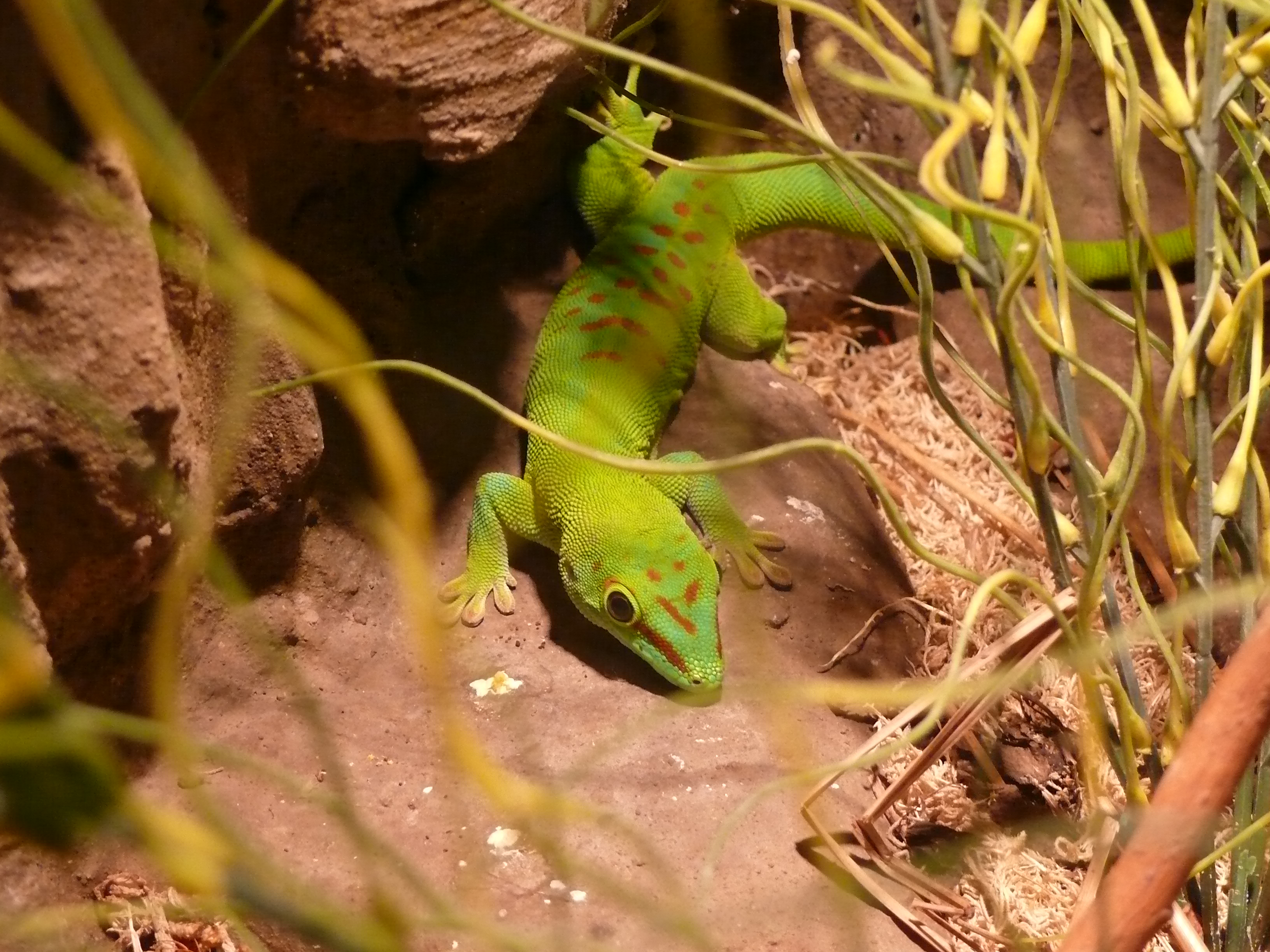
Felsuma madagaskarska (Phelsuma madagascariensis)